# Шукша (приток Суры)
Шукша — река в России, левый приток Суры, протекает по Мокшанскому, Бессоновскому и Лунинскому районам Пензенской области. Начинается близ посёлка Мирный Мокшанского района. Устье реки находится ниже посёлка городского типа Лунино. В основе названия финско-волжское шокш (мар.) — «рукав, приток». На всем протяжении протекает по безлесному открытому плато. Длина реки составляет 84 км, водосборная площадь — 946 км². Правый берег высокий, левый — низкий. Река используется для водоснабжения и орошения. Имеет 5 притоков.

## Данные водного реестра
По данным государственного водного реестра России относится к Верхневолжскому бассейновому округу, водохозяйственный участок реки — Сура от Сурского гидроузла и до устья реки Алатырь, речной подбассейн реки — Сура. Речной бассейн реки — (Верхняя) Волга до Куйбышевского водохранилища (без бассейна Оки).
Код объекта в государственном водном реестре — 08010500312110000036197.